# اسکات کوسی
اسکات کوسی (انگلیسی: Scott Cooksey؛ زادهٔ ۲۴ ژوئن ۱۹۷۲) بازیکن فوتبال اهل بریتانیا است.
از باشگاه‌هایی که در آن بازی کرده‌است می‌توان به باشگاه فوتبال دربی کانتی، باشگاه فوتبال پیتربورو یونایتد، باشگاه فوتبال ویموث، باشگاه فوتبال ولینگ یونایتد، باشگاه فوتبال استالی‌بریج سلتیک، باشگاه فوتبال هرفورد یونایتد، و باشگاه فوتبال شروزبری تاون اشاره کرد.
وی همچنین در تیم ملی فوتبال England C بازی کرده‌است.